# Paul Lebréton
Louis Paul Lebreton (Parigi, 19 ottobre 1875 – Parigi, 31 marzo 1960) è stato un tennista francese.

## Biografia
Partecipò ai Giochi della II Olimpiade di Parigi ai tornei di singolo e doppio di tennis. Nel torneo di singolo fu eliminato al primo turno mentre nel torneo di doppio fu eliminato, assieme al compagno Paul Lecaron, ai quarti di finale.
In carriera, Lecaron prese parte anche a tre campionati di tennis francesi, dove giunse sempre secondo: 1898, 1899 e 1901.